# Rincón la Joya
Rincón la Joya är en ort i Mexiko.   Den ligger i kommunen Xilitla och delstaten San Luis Potosí, i den centrala delen av landet, 210 km norr om huvudstaden Mexico City. Rincón la Joya ligger 1 029 meter över havet och antalet invånare är 168.
Terrängen runt Rincón la Joya är kuperad österut, men västerut är den bergig. Terrängen runt Rincón la Joya sluttar österut. Runt Rincón la Joya är det ganska tätbefolkat, med 96 invånare per kvadratkilometer. Närmaste större samhälle är Villa Terrazas, 18,1 km nordost om Rincón la Joya. I omgivningarna runt Rincón la Joya växer i huvudsak städsegrön lövskog.